# Copperbelt-Nord
Circonscription électorale territoriale du Canada
Copperbelt-Nord est une circonscription territoriale à l'Assemblée législative du Yukon, territoire du Canada.
La circonscription a été créée lors de l'élection territoriale du mardi 11 octobre 2011.

## Liste des députés
|  | 2011 - 2016     | Currie Dixon | Parti du Yukon |
|  | 2016 - 2021     | Ted Adel     | Libéral        |
|  | 2021 - en cours | Currie Dixon | Parti du Yukon |

## Résultats électoraux
| Élections générales yukonnaises de 2011 | Élections générales yukonnaises de 2011 | Élections générales yukonnaises de 2011 | Élections générales yukonnaises de 2011 |
| Candidat                                | Candidat                                | Parti                                   | # de voix                               |
| --------------------------------------- | --------------------------------------- | --------------------------------------- | --------------------------------------- |
|                                         | Currie Dixon                            | Parti du Yukon                          | 520                                     |
|                                         | Arthur Mitchell                         | Libéral                                 | 407                                     |
|                                         | Skeeter Miller-Wright                   | NPD                                     | 159                                     |
| Total                                   | Total                                   | Total                                   | 1186                                    |